# Hexatoma vittipennis
Hexatoma vittipennis är en tvåvingeart som först beskrevs av Alexander 1922.  Hexatoma vittipennis ingår i släktet Hexatoma och familjen småharkrankar. Inga underarter finns listade i Catalogue of Life.